# ASSI Brindisi 1971-1972
L'ASSI Brindisi 1971-1972, prende parte al campionato italiano di Serie B, girone B a 12 squadre. Chiude la stagione regolare all'ultimo posto con 6V e 16P, 1313 punti fatti e 1521 subiti, viene comunque ripescata.

## Storia
La formazione neo-promossa in Serie B viene rafforzata con l'arrivo di ben 3 militari in prestito, che non sono riusciti a trovare posto nelle FFAA: Giorgio Consonni dall'Ignis Varese, Girardin dalla Gamma Varese e Massimo Paronuzzi dal U.S. Palermo. Sul fronte cessione Antonazzo viene ceduto alla Libertas Lecce. Il miglior marcatore della squadra è Arigliano con 272 punti in 19 partite disputate, seguono Paronuzzi e Milo con 196, ai liberi la stagione si concluderà con un 61,3%.
In Coppa Italia è eliminata al 1º turno dalla Gorena Padova

## Roster
| ASSI Brindisi 1971/1972 | ASSI Brindisi 1971/1972 |
| Giocatori               | Staff tecnico           |
| ----------------------- | ----------------------- |

| N. | Naz.              | Ruolo | Nome                 | Anno | Alt.    | Peso |  |
| -- | ----------------- | ----- | -------------------- | ---- | ------- | ---- |  |
|    | Italia (bandiera) |       | Girardin             | 1953 |         |      |  |
|    | Italia (bandiera) | G     | Francesco Cozzoli    | 1947 | 182 cm  |      |  |
|    | Italia (bandiera) | P     | Bruno Bonatesta      | 1953 | 180 cm  |      |  |
|    | Italia (bandiera) | C     | Domenico Cianciaruso | 1945 | 195 cm  |      |  |
|    | Italia (bandiera) | A     | Teodoro Arigliano    | 1948 | 191 cm  |      |  |
|    | Italia (bandiera) |       | Francesco Musci      |      |         |      |  |
|    | Italia (bandiera) |       | Giorgio Consonni     | 1953 |         |      |  |
|    | Italia (bandiera) | G     | Roberto Perugino ()  | 1941 | 185 cm  |      |  |
|    | Italia (bandiera) | G     | Ermanno Iaci         | 1947 |         |      |  |
|    | Italia (bandiera) | A     | Massimo Paronuzzi    | 1949 | 193 cm  |      |  |
|    | Italia (bandiera) | A     | Roberto Milo         | 1952 | 192 cm  |      |  |
|    | Italia (bandiera) | C     | Ferruccio Tomat      | 1950 | 202 cm  |      |  |
|    | Italia (bandiera) | A     | Luigi Ungaro         | 1954 | 1,96 cm |      |  |

| Allenatore                       |
| - Giuseppe Todisco               |
| Assistente/i                     |
| - Nessuno Legenda - (C) Capitano |

## Risultati

### Stagione regolare
| Arbitri: | Fabbri (Trieste) Giustini (Trieste) |

|                                   |       |                         |
| Boccini 16, Ninci 12, Granucci 11 | Punti | Arigliano 13, Cozzoli 6 |

| Arbitri: | Massese (Formia) Fornari (Roma) |

|                            |       |                                       |
| Girardin 13, Cianciaruso 8 | Punti | Guidi 15, Malanima 14, Pasquinelli 13 |

| Arbitri: | Sitoli (Reggio Emilia) Soave (Bologna) |

|                                      |       |                          |
| Arigliano 14, Milo 11, Cianciaruso 9 | Punti | De Simone 8, Nigrisoli 8 |

| Arbitri: | Consigli (Milano) Colonnello (Milano) |

|                                         |       |                               |
| Cinciarini 20, Baldassarri 13, Pulin 13 | Punti | Musci 17, Girardin 13, Milo 9 |

| Arbitri: | Ugatti (Salerno) Montella (Napoli) |

|                                            |       |                                                  |
| Arigliano 18, Paronuzzi 14, Cianciaruso 12 | Punti | Belardinelli 15, Marchinetti 12, Pierfederici 10 |

| Arbitri: | Baldini (Firenze) Campanella (Livorno) |

|                                        |       |                                 |
| Gambardella 21, Talamas 14, Ferrara 12 | Punti | Cozzoli 12, Tomat 11, Ungaro 11 |

| Arbitri: | Rotondo (Bologna) Soglia (Ravenna) |

|                                |       |                       |
| Musci 16, Milo 11, Perugino 10 | Punti | Pierich 30, Petagna 8 |

| Arbitri: | Brizziarelli (Perugia) Pilo (Perugia) |

|                                    |       |                      |
| Spinetti 23, Nanni 22, Correddu 19 | Punti | Girardin 14, Milo 12 |

| Arbitri: | Martolini (Roma) Fiorito (Roma) |

|                                     |       |                                       |
| Milo 14, Arigliano 13, Paronuzzi 12 | Punti | Solfrizzi 32, Calderari 31, Labate 21 |

| Arbitri: | Verh (Trieste) Vodiska (Trieste) |

|                                 |       |                                       |
| Danzi 21, Corno 15, Borromeo 12 | Punti | Arigliano 10, Paronuzzi 9, Girardin 8 |

| Arbitri: | Giannone (Ragusa) De Gregorio (Ragusa) |

|                                    |       |                                         |
| Paronuzzi 21, Arigliano 10, Milo 8 | Punti | Leombroni 18, Secondini 12, D'Ottavio 8 |

| Arbitri: | Giampaglia (Napoli) Martella (Napoli) |

|                                      |       |                                      |
| Cianciaruso 10, Milo 10, Arigliano 8 | Punti | Paoli 27, Vatteroni 12, Tirabosco 10 |

| Arbitri: | Ravaioli (Colleferro) Tani (Roma) |

|                                      |       |                                    |
| Guidi 14, Pascarelli 12, Malanima 10 | Punti | Arigliano 14, Milo 14, Paronuzzi 8 |

| Arbitri: | Massese (Formia) Rotondo (Bologna) |

|                                    |       |                                   |
| Nigrisoli 20, Restani 12, Nardi 11 | Punti | Arigliano 21, Cozzoli 10, Musci 7 |

| Arbitri: | Sarra (Matera) Lombardi (Cosenza) |

|                         |       |                                  |
| Arigliano 25, Cozzoli 7 | Punti | Pulin 17, D'Orazio 10, Ricotta 9 |

| Arbitri: | Brunello (Trieste) Verh (Trieste) |

|                                          |       |                             |
| Marchionetti 17, Giampieri 21, Piccoli 9 | Punti | Arigliano 26, Paronuzzi 20, |

| Arbitri: | Buonanimi (Roma) Innocenti (Roma) |

|                                         |       |                                          |
| Paronuzzi 19, Arigliano 14, Perugino 13 | Punti | Gambardella 16, Ferrara 14, Napolitano 9 |

| Arbitri: | Filacapana (Piombino) Fioretti (Livorno) |

|                                 |       |                                          |
| Baggi 20, Billeri 15, Cruccas 9 | Punti | Perugino 11, Arigliano 10, Cianciaruso 9 |

| Arbitri: | Ugatti B. (Salerno) Ugatti G. (Salerno) |

|                                |       |                                          |
| Arigliano 22, Milo 17, Tomat 7 | Punti | Spinetti 26, Bernardini 10, Pedrazzini 9 |

| Arbitri: | Bianchi (Livorno) Gatto (Livorno) |

|                                       |       |                                           |
| Calderari 17, Solfrizzi 16, Labate 11 | Punti | Perugino 15, Arigliano 12, Cianciaruso 10 |

| Arbitri: | Solenti (Milano) Brianza (Milano) |

|                                     |       |                                   |
| Paronuzzi 28, Arigliano 12, Milo 11 | Punti | Corno 27, Borromeo 21, Fiorini 11 |

| Arbitri: | Consiglio (Milano) Gaia (Roma) |

|                                         |       |                                |
| D'Ottavio 20, Dindelli 14, Secondini 12 | Punti | Arigliano 14, Milo 11, Tomat 9 |

### Coppa Italia
| Arbitri: | Ardito (Napoli) Compagni (Napoli) |

|                                     |       |                                  |
| Arigliano 21, Milo 15, Paronuzzi 13 | Punti | Iezzi 28, Pozzacco 19, Prisco 16 |

## Fonti
La Gazzetta del Mezzogiorno edizione 1971-72
Il Corriere dello Sport edizione 1971-72